# Langstraat (plaats)
Langstraat is een buurtschap nabij het dorpje Achthuizen op het eiland Goeree-Overflakkee in de Nederlandse provincie Zuid-Holland. De buurtschap bestaat uit een straat (Beatrixstraat) en een dijk (Langstraat). Aan de onderkant van de dijk (achter de huizen die aan de dijk liggen) ligt nog een straat die officieel ook Langstraat heet, maar die door de bewoners van Langstraat "Onderberm" wordt genoemd.
Aan de dijk staat een kleine Nederlands-hervormde kerk. Deze kerk valt onder verantwoordelijkheid van de kerkelijke gemeente Ooltgensplaat.
Bij Langstraat ligt het natuurgebied Galatheepolder
Stad: Goedereede

Dorpen: Achthuizen · Den Bommel · Dirksland · Havenhoofd · Herkingen ·  Melissant · Middelharnis · Nieuwe-Tonge · Ooltgensplaat · Ouddorp · Oude-Tonge · Sommelsdijk · Stad aan 't Haringvliet · Stellendam · Zuidzijde

Buurtschappen: Battenoord · Kranendijk · Langstraat · Oostdijk · Stoof · Visschershoek

Voormalige buurtschappen: Galatheesche Sluis·  Oudeland ·  Oudenieuwland ·  Rustburg ·  Scheerhoek

Zuid-Holland: Steden en dorpen      Nederland: Provincies · Gemeenten